# 大拉法徹山

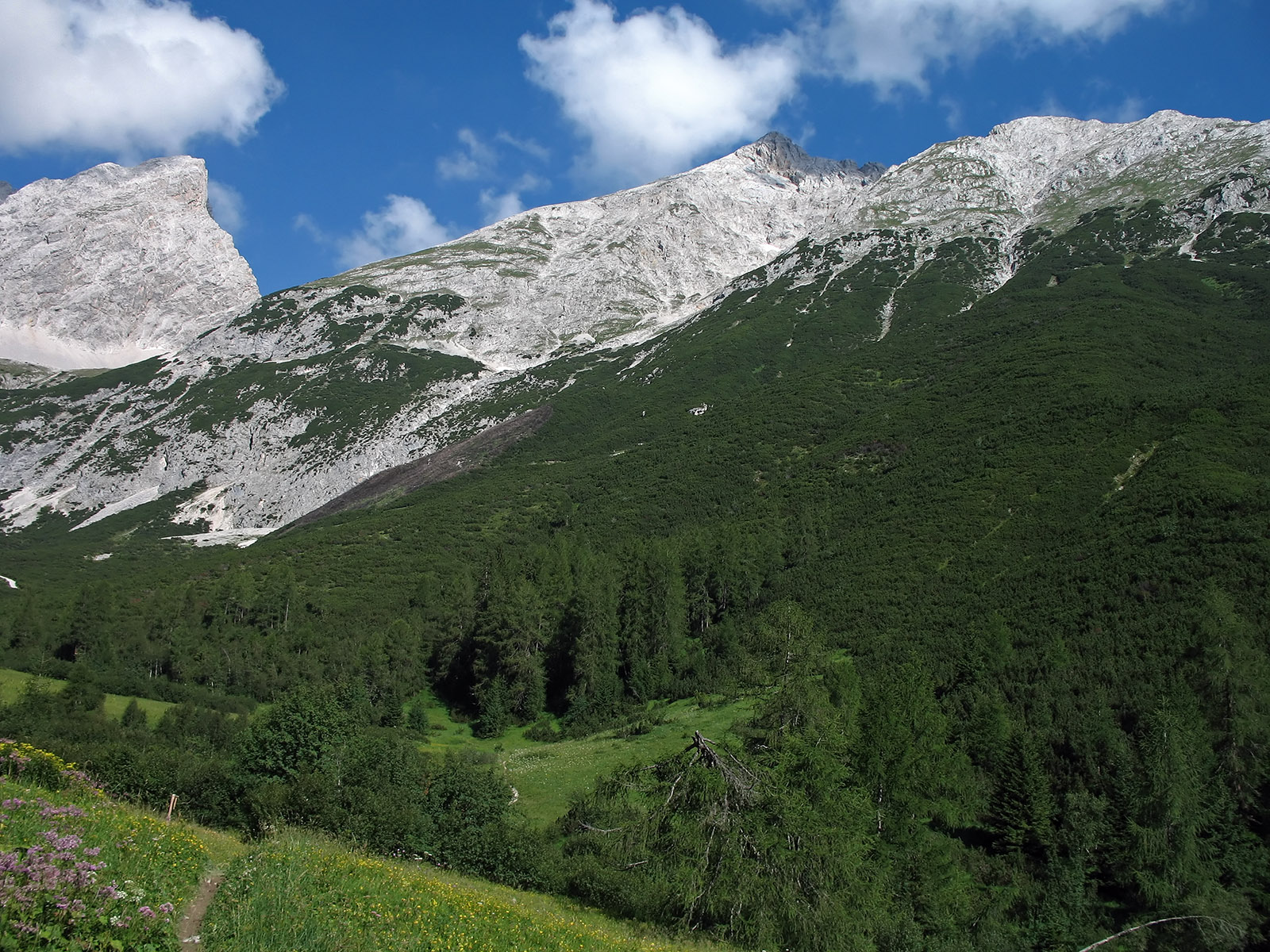

47°20′44″N 11°27′9″E / 47.34556°N 11.45250°E
大拉法徹山（德語：Großer Lafatscher），是奧地利的山峰，位於該國西部，由蒂羅爾州負責管轄，屬於卡爾文德爾山脈的一部分，海拔高度2,696米，每年平均降雨量1,666毫米，人類在1867年8月首次登頂。